# Chiesa di San Nicolò di San Felice
La chiesa di San Nicolò di San Felice è una chiesa sconsacrata di Bologna che sorge in via San Felice 41.
Le prime testimonianze della chiesa risalgono al XII secolo, quando era posta fuori dalle mura della città. Nel 1375 la sua parrocchia arrivava fino all'odierno quartiere di Santa Viola.
Nel 1570 la chiesa fu ristrutturata da Pietro Fiorini e abbellita da varie opere d'arte tra le quali una tela di Annibale Carracci, la Crocifissione e santi, ora custodito nella chiesa di Santa Maria della Carità.
Nel 1753 fu nuovamente rimodernata da Carlo Francesco Dotti con l'aggiunta tra l'altro di una nicchia sulla facciata che conteneva una croce di ferro originariamente posta lungo via San felice e rimossa nel 1732 (anch'essa oggi conservata nella chiesa di Santa Maria della Carità).
Durante la seconda guerra mondiale la chiesa fu bombardata e subì gravi danni. Nel dopoguerra si rinunciò a un suo recupero come luogo di culto e fu inizialmente riadattata a palestra in cui si allenò anche la Fortitudo, ma in seguito venne definitivamente abbandonata.
L'edificio è composto da una sola navata con nicchie laterali e stucchi settecenteschi. È in cattivo stato di conservazione vista l'assenza del tetto con la conseguente esposizione dell'interno alle intemperie. Nonostante alcuni progetti per il suo riutilizzo, oggi la chiesa è chiusa al pubblico.